# دئوکسونگسان
دئوکسونگسان (به لاتین: Deoksungsan) یک کوه در کره جنوبی است که در Chungcheongnam-do, South Korea واقع شده‌است. دئوکسونگسان ۴۹۵ متر بالاتر از سطح دریا واقع شده‌است.